# Historia de la contabilidad

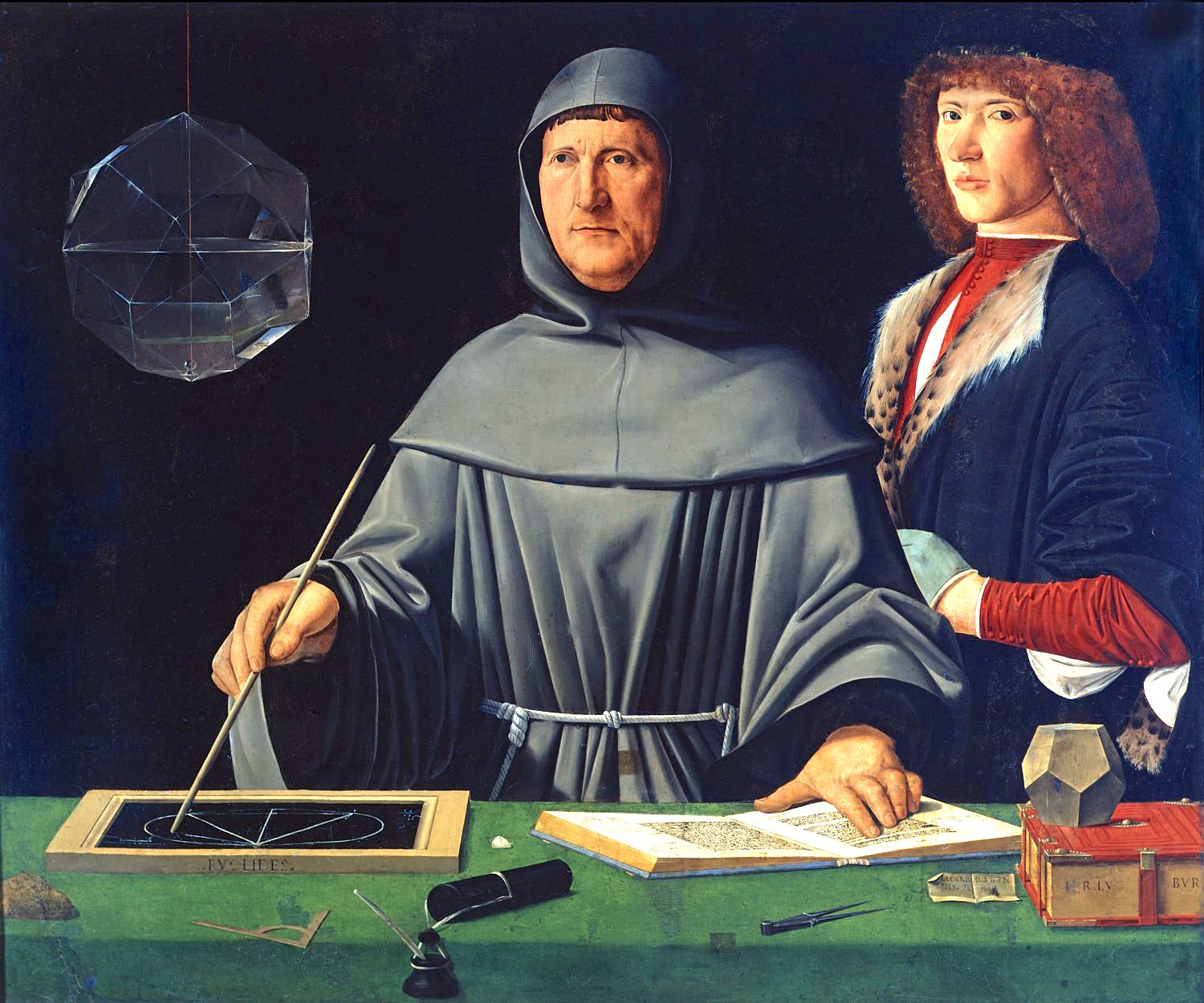
Retrato de Luca Pacioli, atribuido a Jacopo de' Barbari, 1495, (Museo di Capodimonte).

La historia de contabilidad o contaduría abarca miles de años y puede ser observada en las civilizaciones antiguas.
El concepto de contabilidad se remonta a la Antigua Grecia y Mesopotamia, y está estrechamente relacionado con los avances en la escritura, contar el dinero y en los primeros sistemas  de auditoría usados por los antiguos egipcios y babilonios. En las épocas del Imperio Romano, el gobierno tenía acceso a información financiera detallada.
En la India Chanakia escribió un manuscrito similar a un libro de administración financiera, durante el periodo del Imperio Maurya. Su libro "Arthashasthra" contiene algunos aspectos detallados acerca de cómo mantener libros de cuentas para un Estado soberano. La evidencia existente más temprana del método de la partida doble puramente dicha aparece en el Libro Mayor de Farolfi de 1299-1300. Giovanno Farolfi & Company, una empresa de mercaderes florentinos. Más tarde Luca Pacioli recogería los lineamientos de la partida doble previamente creados y los presentaria al público en general por primera vez, lo que deja claro que Luca Pacioli no fue el padre de la contabilidad ni de la partida doble, pero si su primer divulgador.
La profesión moderna del contador colegiado se originó en Escocia en el siglo XIX. Los contadores a menudo pertenecían a las mismas asociaciones que abogados, quienes solían ofrecer servicios de contabilidad a suspero con lo anteriormente dicho, podemos señalar que en realidad Luca Pacioli fue el primer divulgador pues el sistema no fue inventado por él. La contabilidad moderna temprana tuvo semejanzas a la que hoy es conocida como contabilidad forense.  La contabilidad empezó a transformarse en una profesión organizada en el siglo XIX, con órganos profesionales locales en Inglaterra que se fusionaron para formar el Instituto de Contadores Colegiados en Inglaterra y Gales en 1880.

## Historia antigua

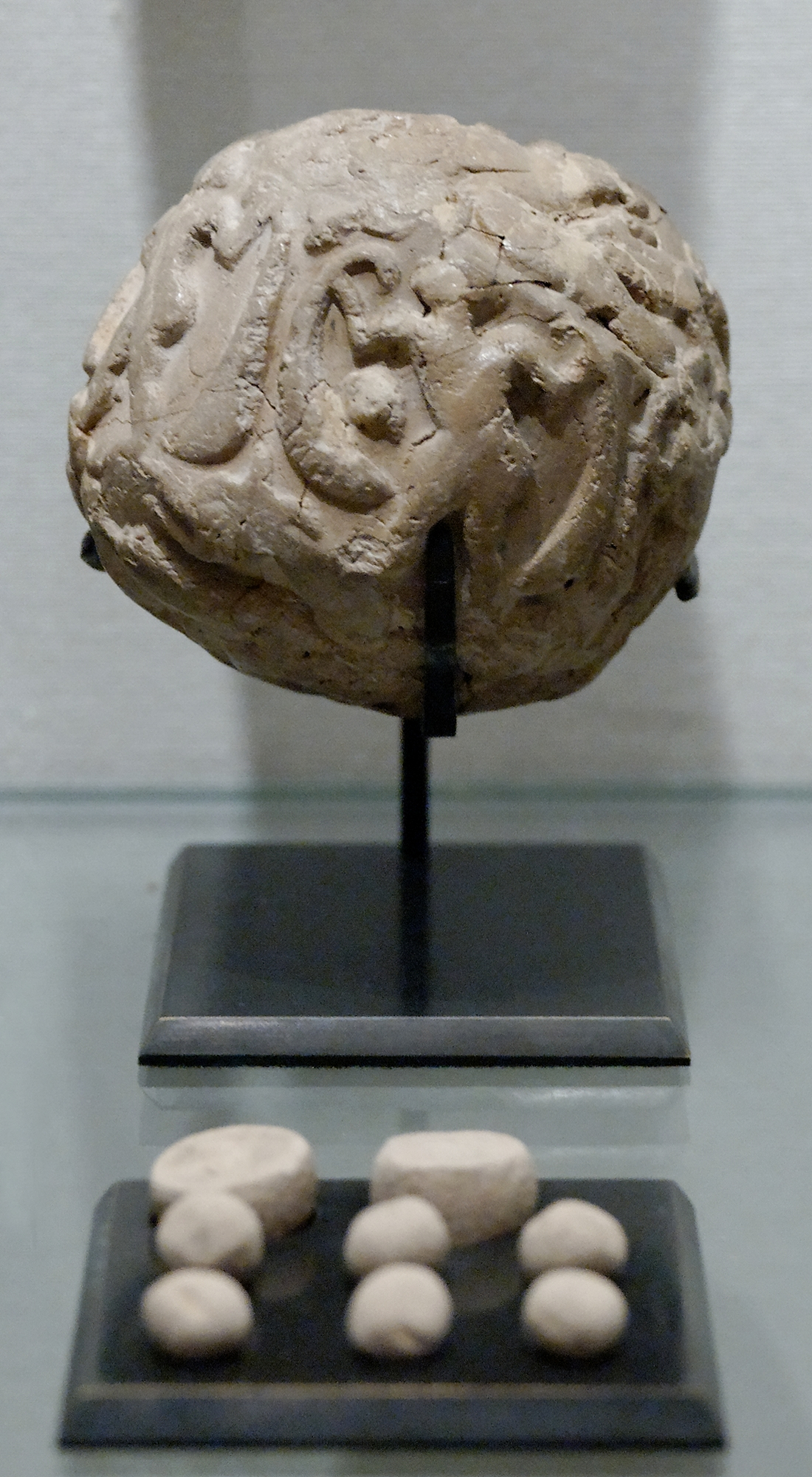
Sobre globular (conocido como Bulla) con un conjunto de piedras para contabilizar, Período Uruk, 4000-3100 A.C, de Susa. Museo del Louvre

### Desarrollo temprano de la contabilidad
Registros contables de hace más de 7. 000 años han sido encontrados en la Mesopotamia, y documentos  de la antigua Mesopotamia muestran listas de gastos, y de bienes recibidos y vendidos. El desarrollo de la contabilidad, junto con el del dinero y los números, pueden estar relacionados con los impuestos y a las  actividades comerciales de los templos: 
"Otra parte de la explicación en cuanto a por qué la contabilidad emplea la metáfora numérica es [...] que el dinero, los números y la contabilidad están interrelacionados y sean, quizás, inseparables en sus orígenes: todo surgido en el contexto de controlar bienes, reservas y transacciones en la economía del templo de la Mesopotamia."
El desarrollo temprano de contabilidad estuvo estrechamente relacionado con los avances en la escritura, en contar, y en el dinero. En particular,  hay evidencia de que un paso clave en el desarrollo de la contabilidad—la transición de la contabilidad objetiva la contabilidad abstracta—estuvo relacionado al desarrollo temprano de contabilidad y el dinero y tuvo lugar en la antigua Mesopotamia
Otros registros tempranos de contabilidad se encontraron también en las ruinas de la Antigua Babilonia, Asiria y Sumeria, los cuales datan de hace más de 7,000 años. Las personas de aquel tiempo confiaron en los métodos de contabilidad primitiva para registrar el crecimiento de los cultivos y rebaños. Como había una temporada natural para cultivar y pastorear, era fácil contar y determinar si había sido obtenido un superávit después de que los cultivos habían sido cosechados o después de la maduración de los animales jóvenes.

### Expansión de la función del contador
Entre el milenio 4 A.C y el milenio 3 A.C, los líderes gobernantes y los sacerdotes en la Irán antigua tenían personas que controlaban los asuntos financieros. En Godin Tepe (گدین تپه) y Tepe Yahya (تپه يحيی), figuras cilíndricas utilizadas para llevar los registros en lámina de arcilla fueron encontrados en edificios que tenían grandes habitaciones para el almacenamiento de cultivos. En los hallazgos de Godin Tepe, las láminas sólo contenían listas con cifras, mientras que en los de Tepe Yahya, también tenían representaciones gráficas. La invención de una forma de llevar registros utilizando símbolos en arcilla representó un salto cognitivo enorme para la humanidad.
Durante el segundo milenio a. C., la expansión del comercio y los negocios amplió el rol del contador. Los fenicios inventaron un alfabeto fonético "probablemente para propósitos contables", basado en la escritura hierática, y hay evidencia de que un individuo en el Antiguo Egipto llevaba el título "Auditor de los escribas". También hay evidencia de una forma temprana de contabilidad en el Viejo Testamento; por ejemplo el Libro del Éxodo, Moisés describe que compromete a Ithamar a contar los materiales que habían sido reunidos alrededor de la construcción del tabernáculo.
Por el siglo IV a. C., los antiguos egipcios y los babilonios tenían sistemas de auditoría para comprobar los movimientos dentro y fuera de los almacenes, incluyendo "informes de auditoría" orales, resultando en el término "auditor" (del latín audire, que significa oír) la importancia de los impuestos había creado una necesidad para el registro de pagos, y la Piedra de Rosseta también incluye una descripción de una revuelta a causa de los impuestos.

## Imperio romano

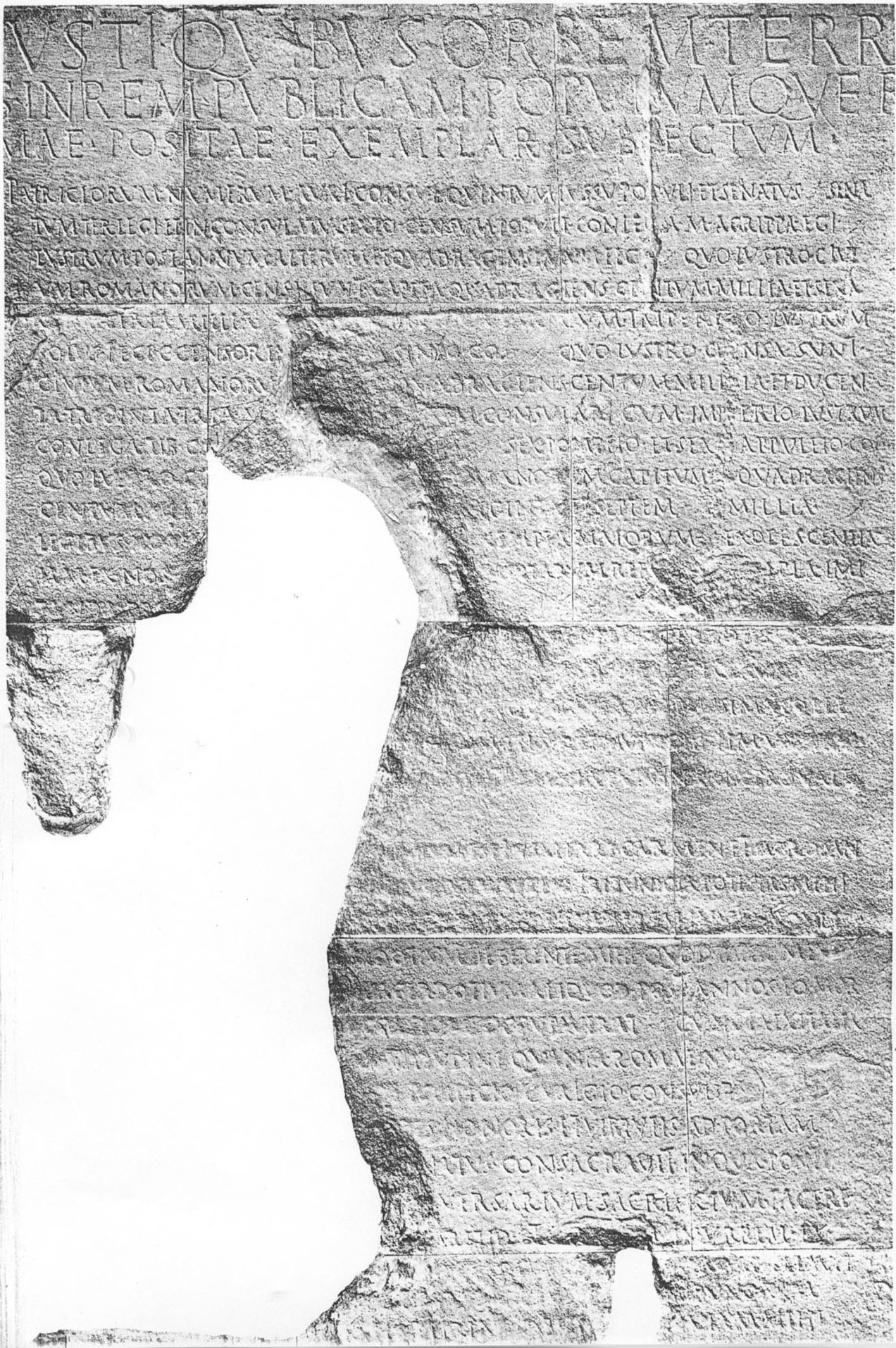
Parte del Res Gestae Divi Augusti del Monumento de Ancira (Templo de Augusto y Roma) en Ancira, construido entre el 25 a. C. - 20 a. C.

En los tiempos del Emperador Augusto (63 a. C. - 14 d. C.), el gobierno Romano tuvo acceso a información financiera detallada como muestra el Res Gestae Divi Augusti (Del latín: "Las Hazañas del Divino Augusto"). La inscripción era una cuenta de la administración del Emperador Augusto para el pueblo romano, y listó y cuantificó su gasto público, incluyendo distribuciones a las personas, subvenciones de tierra o dinero a veteranos de ejército, subsidios al aerarium (Tesoro Público), construcción de templos, ofrendas religiosas, y gastos en espectáculos teatrales y juegos de gladiadores, cubriendo un período de aproximadamente cuarenta años. El alcance de la información contable a disposición del emperador sugiere que su propósito era el de desarrollar el planeamiento y la toma de decisiones.
Los historiadores Romanos Suetonio y Dion Casio documentan que en el 23 a. C., Augusto preparó un rationarium (cuenta) que listó los ingresos públicos, las cantidades de dinero en efectivo en el aerarium (Tesoro Público), en el fisci       provincial (oficiales de impuestos), y en las manos del publicani (contratistas públicos); e incluía los nombres de los hombres libres y esclavos, de quienes se podía obtener una cuenta detallada. La cercanía de esta información a las autoridades ejecutivas del emperador está atestiguada por la declaración de Tácito que fue escrita por el mismo Augusto.
Registros de dinero en efectivo, mercancías, y transacciones eran mantenidas escrupulosamente por el personal militar del ejército Romano. Una cuenta de pequeñas sumas de dinero en efectivo recibidas a lo largo de unos pocos días en el fuerte de Vindolanda 110 a. C. muestra que el fuerte podía computar ingresos en efectivo diariamente, quizás de ventas de suministros sobrantes o de bienes fabricados en el campamento, elementos suministrados a esclavos como cervesa (cerveza) y clavi caligares (clavos para botas), así como las mercancías compradas por soldados. Las necesidades básicas del fuerte fueron satisfechas por una combinación de producción directa, compra y expropiación; en una carta, una petición de dinero para comprar 5,000 modii (medidas) de tirantes (un cereal utilizado en la fabricación de cerveza) muestra que el fuerte compró provisiones para un número considerable de personas.
El archivo de Heroninos es el nombre  dado a una enorme colección de documentos de papiro, en su mayoría cartas, pero también incluyendo un considerable número de cuentas, los cuales provienen del Egipto Romano del siglo III d. C. El grueso de los documentos están relacionados con la administración de una  gran propiedad privada. Están nombrados después de Heroninos porque  fue el phrontistes (del griego de Koiné: director) de una propiedad qué tenía un complejo y estandarizado sistema de contabilidad qué fue asimilado por todos los directores de granjas locales. Cada administrador de cada subdivisión de la propiedad, confeccionó sus propias cuentas menores, para el pago del funcionamiento diario de la propiedad, como pueden ser: el pago del personal, producción de cultivos, la venta del producto, el mantenimiento de los animales, y gasto general del personal. Esta información era entonces sumarizada en piezas de rollo de papiro en una cuenta anual para cada subdivisión particular de la propiedad. Las entradas estaban ordenadas por sector, con gastos de dinero efectivo y los beneficios extrapolados de los diferentes sectores. Las cuentas de este tipo dieron al dueño la oportunidad de tomar mejores decisiones económicas ya que la información estaba debidamente seleccionada y ordenada.

## Períodos medievales y del renacimiento
El método de la partida doble está definido como el sistema de teneduría de libros en el que  hay una entrada de débito y una entrada de crédito para cada transacción, o para el cuál la mayoría de las transacciones debieran ser de esta forma. El origen histórico del uso de las palabras "débito" y "crédito" en contabilidad se remonta a los días del uso del método de la partida simple, el cual tuvo como objetivo principal mantener el rastro de las cantidades adeudadas por los clientes (deudores) y las cantidades adeudadas a los acreedores. Débito en latín significa "debe" y crédito en latín significa "confía en".
La comunidad judía de inicios de la era medieval en medio oriente fueron pioneros en el uso de la partida doble. Banqueros judíos en Antiguo Cairo, por ejemplo, utilizaban un sistema de partida doble qué anticipaba el sabido uso de tal técnica en Italia, y cuyos registros datan del siglo XI d. C., encontrados en el Cairo Geniza. Se ha hipotetizado que los mercaderes italianos probablemente aprendieron el método de su interacción con mercaderes judíos medievales del Oriente Medio, aun así esta cuestión queda supeditada a una investigación más exhaustiva. La evidencia  existente más temprana del método de la partida doble puramente dicha aparece en  el Libro Mayor de Farolfi de 1299-1300. Giovanno Farolfi & Company, una empresa de mercaderes florentinos con base en Nimes, actuaron como prestamistas del Arzobispo de Arlés, su cliente más importante. El registro descubierto más antiguo de un sistema de entrada doble completo son las cuentas Messari (italiano: el tesorero) de la ciudad de Genoa en 1340.Las cuentas de Messari contienen débitos y créditos jornalizados de una forma bilateral y balances anticipando el año siguiente, y por tanto disfrutando el reconocimiento general como sistema de entrada doble.
El tratado Della mercatura e del mercante perfetto del economista Ragusano Benedetto Cotrugli contuvo el manuscrito sobre el sistema de partida doble más antiguo conocido. Su manuscrito fue publicado por primera vez en 1573.
La obra Summa de Arithmetica, Geometria, Proportioni et Proportionalità (italiano antiguo: "Revisión de Aritmética, Geometría, Proporción y razón") de Luca Pacioli fue la primera impresa y publicada en Venecia en 1494. Incluía un tratado de contabilidad de 27 páginas, "Particularis de Computis et Scripturis" (latín: "Detalles de Cálculo y Registro"). Pacioli lo escribió y lo vendió principalmente a mercaderes quienes utilizaron el libro como texto de referencia, como fuente de ocio de los rompecabezas matemáticos que contenía, y como ayuda para la educación de sus hijos. Su trabajo es el primer tratado de contabilidad impreso; y es ampliamente conocido como el pionero moderno de la contabilidad práctica. En Summa de arithmetica, Pacioli introdujo los símbolos más y menos por primera vez en un libro impreso, símbolos qué se convertirían en la notación estándar en las matemáticas de la Italia Renacentista. Summa de arithmetica fue también el primer libro impreso en Italia conocido en contener álgebra.
El tratado Della mercatura e del mercante perfetto del economista Ragusano Benedetto Cotrugli contuvo el manuscrito más antiguo conocido del sistema de la partida doble, aun así el manuscrito de Cotrugli no fue oficialmente publicado hasta 1573. De hecho incluso en el momento de escribir su trabajo en 1494, Pacioli era consciente de los avances Cotrugli y le dio crédito en la creación del libro del sistema de partida doble.  
A pesar de que Luca Pacioli no inventó el sistema de partida doble, su tratado de contabilidad de 27 páginas contuvo el primer trabajo publicado conocido en aquel tema, y tuvo un rol fundamental en la fundación del método de la partida doble tal y como se lo conoce hoy en día. Aunque el tratado de Pacioli no exhibe casi ninguna originalidad, es generalmente considerado un trabajo importante, principalmente debido a su amplia difusión; a que esté escrito en la lengua italiana vernácula, y que sea un libro impreso. 
Pacioli vio la contabilidad como un sistema de ordenamiento ingeniado por el mercader. Su uso regular proporciona al mercader información continuada sobre su negocio, y le deja para evaluar cómo las cosas están yendo y actuar consiguientemente. Pacioli recomienda el método veneciano de partida doble por encima de los demás. Tres importantes libros de contabilidad son la base directa de este sistema:
1. El memoriale (italiano: memorándum)
2. El giornale (Libro Diario)
3. El quaderno (Libro mayor)

El libro mayor como documento central está acompañado por un índice alfabético.
El tratado de Pacioli dio instrucciones del registro de transacciones de permuta y transacciones en una variedad de monedas, las cuales eran mucho más comunes que hoy en día. También permitió a los mercaderes auditar sus propios libros y asegurar que las entradas en los registros de contabilidad hechas por sus tenedores de libros cumplieran con el método descrito por él. Sin tal sistema, todos los  mercaderes que no mantuvieron sus registros propios eran más propensos a sufrir robos por parte de sus empleados y agentes: no es por accidente que el primer y último de los elementos descritos en su tratado se preocupaban por la mantención cuidadosa de un inventario.

### El contexto cultural del Renacimiento
La contabilidad desarrollada en la Europa del Renacimiento también tuvo connotaciones morales y religiosas, aludiendo al juicio de almas y la auditoría del pecado.

### Contabilidad financiera y administrativa
El desarrollo de sociedades por acciones (especialmente desde aproximadamente el año 1600) constituyó audiencias más amplias para la información contable, cuando inversores sin conocimiento previo de sus operaciones se apoyaron en cuentas para proporcionar la información requerida. Este desarrollo resultó en una división de los sistemas de contabilidad para propósitos internos (Por ej. contabilidad de administración) y externos (Por ej. contabilidad financiera), y posteriormente también en contabilidad y controles de revelación y una creciente necesidad para la atestación independiente de cuentas externas hechas por auditores.

## Contabilidad profesional moderna
La contabilidad moderna es el producto de siglos de pensamientos, costumbres, hábitos, acciones y convenciones. Dos conceptos han formado el estado actual de la profesión de contabilidad. En primer lugar, el desarrollo del sistema de la partida doble en siglos XIV y XV y en segundo lugar, la profesionalización de la contabilidad la cual fue concebida en los siglos XIX y XX. La profesión moderna del contador público se originó en Escocia en el siglo XIX. En esta época, los contadores a menudo pertenecían a las mismas asociaciones que los abogados, y más tarde los abogados ofrecerían también servicios de contabilidad a sus clientes. La contabilidad moderna temprana tuvo semejanzas a la que hoy se conoce como contabilidad forense:
"Como los contadores forenses de hoy, los contadores de entonces incorporaron los deberes de testigos financieros expertos a sus servicios generales. Una circular de 1824 anunciando prácticas contables de  James McClelland de Glasgow se comprometía a realizar “declaraciones para poner ante árbitros, tribunales o consejos.”
En julio de 1854, El Instituto de Contadores de Glasgow peticionó a la Reina Victoria para una Carta Real.La petición, firmada por 49 contadores de Glasgow, demostró que la profesión contable había existido durante mucho tiempo en Escocia como profesión distinguida y de gran respeto, y que a pesar de que el número de practicantes había sido originalmente escaso, el número había aumentado rápidamente.La petición también señaló que la contabilidad requería un abanico diverso de habilidades; así como habilidades matemáticas para el cálculo, el contador tenía que tener un conocimiento de los principios generales del sistema legal ya que eran frecuentemente empleados por los tribunales para presentar evidencias en asuntos financieros. La Sociedad de Edimburgo de contadores adoptó el nombre de "Contadores Públicos" para sus miembros.
A mediados del siglo XIX, en plena revolución Industrial de Gran Bretaña, Londres era el centro financiero del  mundo. Con el crecimiento de las compañías de responsabilidad limitada y fabricación a gran escala y logística, aumentó la demanda de contadores técnicamente capacitados capaces de manejar un mundo cada vez más complejo de alta velocidad de transacciones globales, capaces de calcular elementos como las depreciaciones y tasaciones de inventario y conocimiento de los últimos cambios en legislación como la nueva ley de Compañías, introducida en ese entonces. A medida que las compañías proliferaban, la demanda de contabilidad fiable se disparó, y la profesión rápidamente se convirtió en una parte integral del sistema empresarial y financiero.
Para mejorar su estatus y combatir la crítica de los bajos estándares, los cuerpos profesionales locales en Inglaterra se unieron para formar el Instituto de Contadores Públicos de Inglaterra y Gales, establecidos por carta real en 1880. Inicialmente con menos de 600 miembros, el instituto recientemente formado se expandió rápidamente; pronto emitió los estándares de conducta y los exámenes de admisión y los miembros fueron autorizados a utilizar la designación profesional "FCA" (Fellow Chartered Accountant), para los socios completos y "ACA" (Associate Chartered Accountant) para un miembro cualificado del personal de un contable. En los Estados Unidos el Instituto americano de Contadores Públicos Certificados fue establecido en 1887.

### Estados Unidos
- Allen, David Grayson, y Kathleen McDermott. Contabilidad para Éxito: Una Historia de Precio Waterhouse en América 1890-1990 (Harvard Prensa Escolar Empresarial, 1993), 373 pp.
- Carey, John L. El aumento de la profesión de contabilidad: De técnico a profesional, 1896-1936 (Vol. 1. Instituto americano de Contables Públicos Certificados, 1969)
- Carey, John L. El aumento de la profesión de contabilidad: A responsabilidad y autoridad, 1937-1969 (Vol. 2. Instituto americano de Contables Públicos Certificados, 1969)
- Hammond, Theresa Un. Una Profesión de Cuello Blanco: el americano africano Certificó Contables Públicos desde entonces 1921 (2002) on-line
- Miranti, Paul J. La contabilidad Viene de Edad: El Desarrollo de una Profesión americana, 1886-1940 (1990)
- Zeff, Stephen Un. "Cómo la profesión de contabilidad de los EE.UU. conseguida dónde  es hoy: Parte II." Horizontes de contabilidad 17#4 (2003): 267-286.

### Historiografía
- Fleischman, Richard K., y Vaughan S. Radcliffe. "El rugiendo nineties: historia de contabilidad viene de edad." Revista de Historiadores de la contabilidad (2005): 61-109. En JSTOR.